# Селеноводень
Селеноводень — неорганічна сполука з хімічною формулою H2Se. Цей халькогеноводень є найпростішим і найпоширенішим гідридом селену. Селеноводень — безбарвний, легкозаймистий газ за стандартних умов. Це найбільш токсична сполука селену з межею впливу 0,05 ppm протягом 8-годинного періоду. Навіть у надзвичайно низьких концентраціях ця сполука має дуже подразливий запах, схожий на запах гнилого хрону або «витоку газу», але пахне тухлими яйцями у вищих концентраціях.

## Будова і властивості
Селеноводень має зігнуту структуру, кут зв’язків H−Se−H дорівнює 91°[джерело?]. У відповідності з цією структурою спостерігаються три ІЧ -активні коливальні смуги: 2358, 2345 і 1034 см−1.
Властивості сірководню та селеноводню подібні, хоча селенід є більш кислим з pKa = 3,89, а другий pKa = 11, або 15,05 ± 0,02 при 25 °C.

## Отримання
У промисловості його отримують шляхом обробки елементного селену при Т > 300 °C з газоподібним воднем. Повідомлялося про низку шляхів отримання селеноводню, які придатні як для великих, так і для дрібномасштабних препаратів. У лабораторії селеноводень зазвичай отримують дією води на селенід алюмінію, що супроводжується утворенням гідратованого оксиду алюмінію. Пов’язана реакція включає кислотний гідроліз селеніду феруму (FeSe).
Al2Se3 + 6 H2O ⇌ 2 Al(OH)3 + 3 H2Se
Селеноводень також можна отримати за допомогою різних методів, заснованих на появі in situ у водному розчині з використанням гідриду бору, проби Марша та сплаву Деварди. Згідно з методом Соноди, селеноводень утворюється в результаті реакції води і монооксиду вуглецю на селен в присутності триетиламіну (Et3N). Селеноводень можна придбати в балонах.

## Реакції
Елементний селен можна виділити з селеноводню за допомогою реакції з водним розчином діоксиду сірки (SO2).
2 H2Se + SO2 ⇌ 2 H2O + 2 Se + S
Його розкладання використовується для отримання високочистого елемента.

## Застосування
Селеноводень зазвичай використовується в синтезі селеновмісних сполук. Він додається через алкени. Ілюстративним є синтез селеносечовини з ціанамідів:
Газ селеноводню використовується для легування напівпровідників селеном.

## Безпека
Селеноводень є небезпечним, оскільки він є найбільш токсичною сполукою селену і набагато токсичнішим, ніж споріднений до нього сірководень. Гранично допустима концентрація становить 0,05 ppm. Газ діє як подразник у концентраціях, вищих за 0,3 ppm, що є основною попереджувальною ознакою впливу; нижче 1 ppm є «недостатнім для запобігання впливу», тоді як при 1,5 ppm подразнення є «нестерпним». Вплив високих концентрацій, навіть протягом менше хвилини, спричиняє подразнення очей та слизових оболонок; це викликає симптоми, схожі на застуду, принаймні кілька днів після цього. У Німеччині ліміт у питній воді становить 0,008 мг/л, а ліміт встановлений EPA у США становить 0,01 мг/л.
Незважаючи на те, що він надзвичайно токсичний, про людські жертви поки що не повідомлялося. Є припущення, що це відбувається через тенденцію газу до окислення з утворенням червоного селену в слизових оболонках; елементний селен менш токсичний, ніж селеніди.

## Дивись також
- Диселенид водню(інші мови)

## Зовнішні посилання
- Сторінка WebElements про властивості сполуки
- CDC - Кишеньковий посібник NIOSH щодо хімічних небезпек